# 张锐 (音乐家)
張銳（1920年—2016年6月9日），雲南昆明人，中国二胡演奏家，作曲家。

## 生平
自幼隨父學習二胡、京胡。1942年在重慶國立音樂學院師從陳振鐸，主修二胡。在重慶音樂教導員訓練班學習作曲和指揮。

## 艺术风格
他的揉弦別具一格，用弓飽滿，發音剛健遼亮。 他擅長演奏劉天華作品，灌錄劉天華十首二胡曲唱片專輯。他以美學角度提出二胡演奏藝術的「十二個美的願望」。

## 主要音樂專輯
- 《蝴蝶泉》

## 主要音樂作品
- 歌劇
  - 《紅霞》
- 二胡獨奏
  - 《蒼山十八澗山歌》
  - 《山林中》
  - 《沂蒙山》

## 音樂著作
- 《雨花拾譜》
- 《張銳二胡練習曲》